# 70 mm

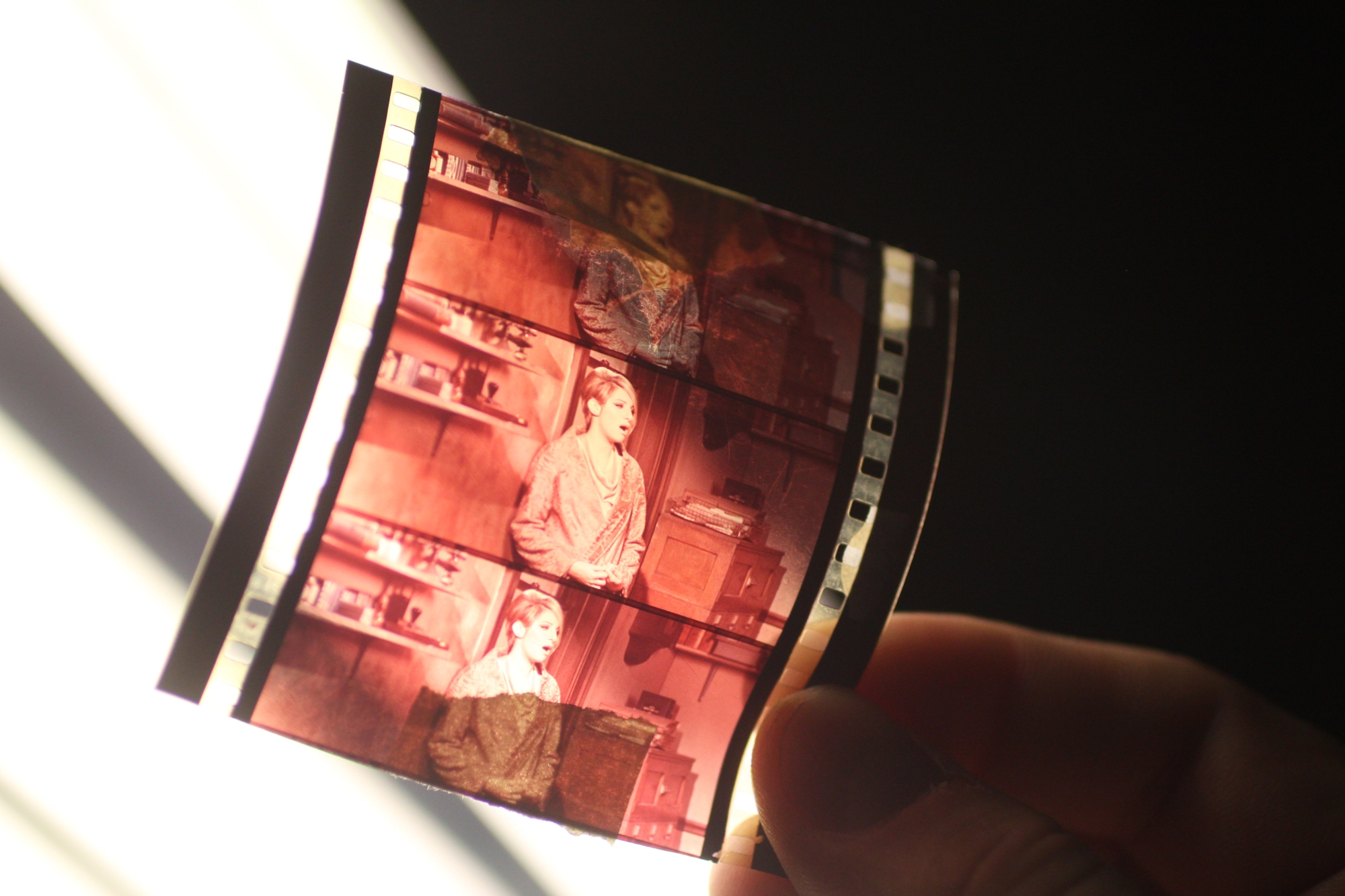
Una tira fílmica de 70 mm amb una mà humana a escala

70 mm (o 65 mm) és un format de negatiu o pel·lícula fotogràfica d'alta resolució principalment utilitzat en fotografia fixa i cinema. La mida d'aquesta pel·lícula −amb una àrea negativa gairebé 3,5 vegades més gran que el format estàndard de pel·lícules en moviment de 35 mm− és de 65 mm quan es fa servir a les càmeres, mentre que, per a la projecció, la pel·lícula original s'imprimeix en una de 70 mm. Els 5 mm addicionals, així doncs, són per a 4 bandes magnètiques que contenen sis pistes de so. Tot i que les impressions posteriors de 70 mm utilitzen codificació de so digital (específicament el format DTS), la gran majoria de les impressions existents i que sobreviuen de 70 mm són anteriors a aquesta tecnologia. Cada quadre de la pel·lícula presenta cinc perforacions per banda, amb una relació d'aspecte equivalent a 2.20:1.
La gran majoria de cinemes són incapaços de gestionar formats de 70 mm, i és per això que les pel·lícules originals d'aquesta mida es projecten normalment per mitjà d'altres impressions, com CinemaScope o Panavision de 35 mm (relació d'aspecte de 2.35:1). Alguns llocs, però, continuen projectant 70 mm fins als nostres dies o, fins i tot, tenen projectors de 70 mm permanentment o temporalment instal·lats per a les versions més recents de pel·lícules en aquest format.

## Evolució del format
La pel·lícula de 70 mm ha existit des dels inicis de la indústria cinematogràfica. De fet, se sap de l'existència d'imatges enregistrades en aquest format ja a l'any 1894. Aquestes, centrades en el Henley Regatta, van ser projectades per primer cop el 1896 amb un projector especialment elaborat per Herman Casler a Canastota, Nova York. No obstant això, també cal mencionar que, des del 1894, es van anar desenvolupant formats de pel·lícula de mides diferents, els quals varien des dels 50 fins als 68 mm. Entre aquests, destaquen Cinéorama, desenvolupat per Raoul Grimoin-Sanson el 1900, o Panoramica, creat per Filoteo Alberini l'any 1914.

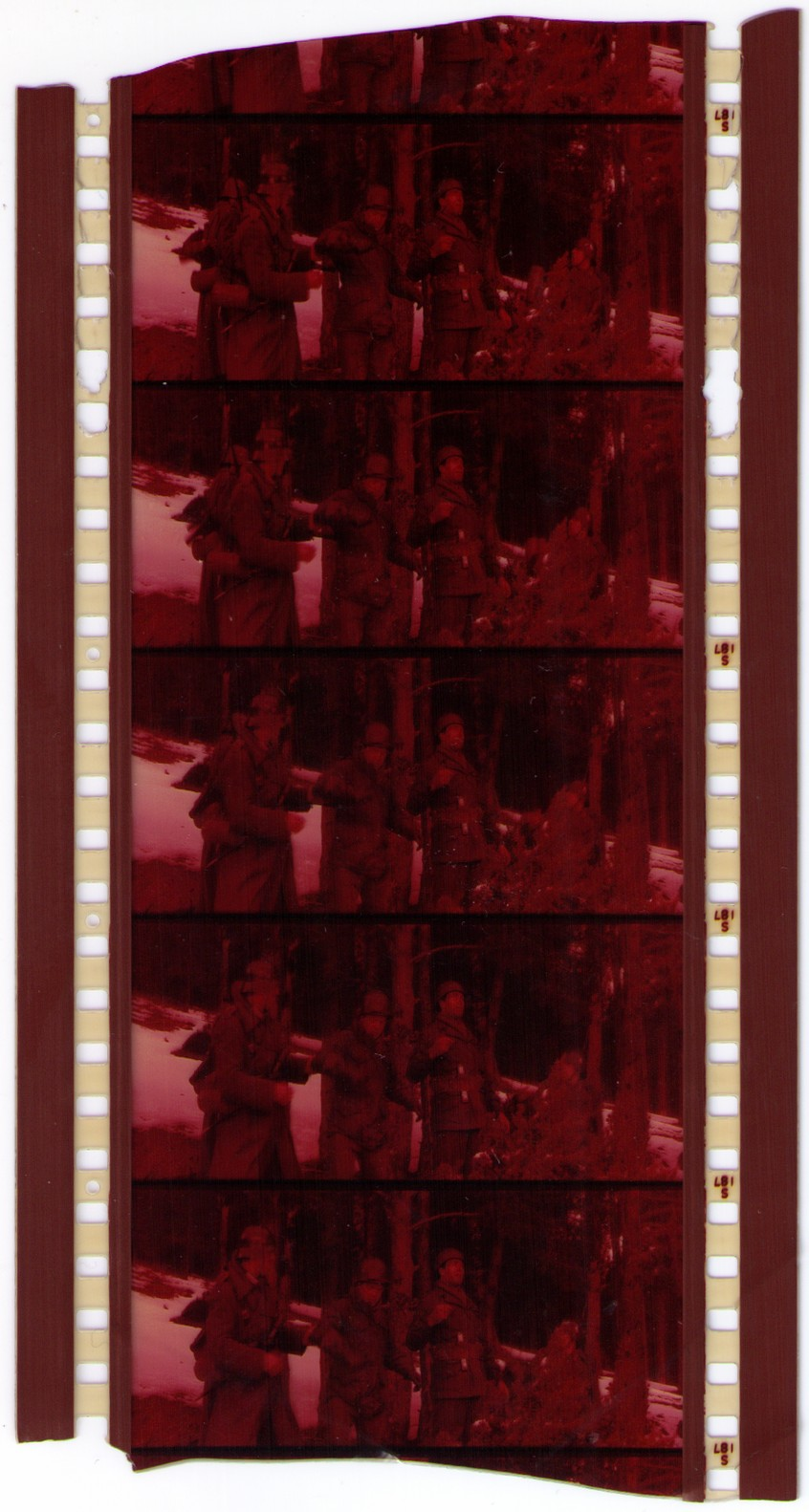
Positiu de pel·lícula antiga de 70 mm descolorida amb quatre tires magnètiques que contenen so estereofònic de sis canals

### Fox Grandeur
El 1928, William Fox de Fox Film Corporation, amb la col·laboració de Theodore Case de Fox-Case Corporation, va començar a treballar en un format de pel·lícula de 70 mm que posteriorment adoptaria el nom de Grandeur. El sistema va ser ben acollit per les principals empreses cinematogràfiques i, de fet, el maig de 1929, Fox Case Corporation ja va rebre les primeres càmeres adequades al format de 70 mm. Malgrat tot, a causa de les dificultats econòmiques derivades de la Gran Depressió, juntament amb gran resistència per part dels propietaris de cinemes que començaven a equipar els seus establiments per l'arribada del so, cap dels sistemes mencionats no va obtenir èxit a nivell comercial.

### Todd-AO
El productor Mike Todd havia estat un dels fundadors més importants de Cinerama, un procés de filmació que té els seus inicis l'any 1952. Cinerama emprava tres projectors de pel·lícula de 35 mm que funcionaven sincronitzats per projectar una imatge ampla (2.6:1) en una pantalla corvada. Tot i que els resultats eren impressionants, aquest sistema resultava molt car i tenia moltes limitacions a causa de la necessitat de coordinar tres projectors autònoms. Todd va deixar l'empresa per tal de desenvolupar un sistema propi que pogués ser tan (impressionant) com Cinerama, a la vegada que menys costós i menys complex que aquest. En les seves paraules, volia un "Cinerama amb un sol forat".
Gràcies a la col·laboració d'empreses especialitzades, Todd va desenvolupar l'anomenat Todd-AO. Aquest sistema emprava una sola pel·lícula de 70 mm i va ser utilitzada, per primer cop, amb el film Oklahoma! l'octubre de 1955. Aquest format de pel·lícula estava perforat a la mateixa alçada que el de 35 mm (4.78mm). Amb un total de cinc forats per banda, Todd-AO proporciona un negatiu amb unes dimensions de 48.56mm per 20.73mm (és a dir, una relació d'aspecte de 2.3:1).
La versió inicial de Todd-AO utilitzava una velocitat equivalent a 30 fotogrames per segon, un 25% més ràpid que l'estàndard de 24 fotogrames per segon. Això, però, va canviar amb la realització del segon film (Around the World in 80 Days) a causa de la necessitat de produir impressions de 35 mm (a una velocitat de 24 fotogrames per segon) a partir del negatiu de 65 mm de Todd-AO. El sistema en qüestió va ser ideat per funcionar amb una pantalla corvada semblant a la de Cinerama, però aquesta intenció va fracassar després de les primeres pel·lícules.
Pel que fa al so, Todd-AO va adoptar un sistema sonor de múltiples canal molt semblant al desenvolupat per Cinemascope dos anys enrere. Aquest estava enregistrat en unes bandes d'òxid magnètic dipositades a la pel·lícula. Malgrat això, Todd-AO presentava sis canals en lloc de quatre com el Cinemascope i, precisament per l'amplitud de les bandes i la velocitat de la pel·lícula, proporcionava una qualitat d'àudio superior. Cinc d'aquests sis canals estaven connectats a cinc altaveus ubicats darrere la pantalla, mentre que el sisè estava vinculat als altaveus situats al voltant de l'auditori.

### Panavision i el format de 65 i 70 mm
Panavision tenia un sistema molt popular de 65mm: Ultra Panavision 70. Aquest, impulsat per MGM, utilitzava un negatiu de 65mm amb lents anamòrfiques, assolint una nova relació d'aspecte de 2.76:1. Curiosament, el seu atractiu més gran era, també, el seu principal defecte: una relació tan àmplia només funcionava amb seqüències espectaculars que n'estiguessin a l'alçada. Ben Hur (1959), que va suposar el debut del sistema, ho va deixar ben clar.
Aquest mateix any, però, l'empresa va desenvolupar un altre sistema molt semblant que es va popularitzar ràpidament: el Super Panavision 70. Aquest, tècnicament compatible i pràcticament idèntic a Todd-AO, utilitzava lents esfèriques i la relació d'aspecte 2.2:21 a 24 fotogrames per segon. A més, no anamorfitzava la imatge i, per això, alguns films com Lawrence of Arabia (1962) van saber aprofitar les seves possibilitats estètiques.

## Declivi i ressorgiment del format
A causa dels costos elevats que suposava la pel·lícula de 70 mm i dels sistemes de projecció requerits pel format, la distribució dels films enregistrats d'aquesta manera era limitada, tot i que, moltes vegades, aquest fet no afectava els beneficis econòmics empresarials. La major part dels films en 70 mm, a més, també eren tornats a publicar en format de 35 mm per a una major distribució un cop la pel·lícula s'havia estrenat: aquest és el cas de llargmetratges com South Pacific (1958), Lawrence of Arabia (1962), My Fair Lady (1964) i The Sound of Music (1965).
Durant la dècada dels 80, el format de 70 mm va experimentar un ressorgiment quan es va popularitzar la reconversió realitzada a partir de negatius de 35 mm. També va succeir un cas semblant al llarg de la dècada del 2010 amb l'estrena de films com The Hateful Eight (2015), Dunkirk (2017) i The Master (2012), amb un nombre limitat de recintes específics amb instal·lacions tempor o permanents de projectors de pel·lícula de 70 mm.

### Dels 35 mm als 70 mm
Al llarg de la història del cinema, són nombroses les vegades en les quals s'han produït impressions en 70 mm a partir de negatius de 35 mm, amb l'objectiu que els films rodats amb el format més petit poguessin beneficiar-se dels avantatges d'imatge i so que presenta el format de 70 mm. Aquest procés va començar durant la dècada dels 60 amb importants títols com The Cardinal (1963) i s'ha fet fins a l'actualitat, amb l'auge de la seva popularitat als 80.
Aquestes ampliacions sovint aportaven a la pel·lícula color més rics i una imatge més lluminosa i definida (tot i que amb més quantitat de gra). Tot i així, l'avantatge principal del qual es beneficiava era la capacitat de proporcionar un so estereofònic de sis canals, ja que la major part de cinemes d'abans dels 70 (abans de Dolby A) projectaven impressions de 35 mm amb un so monaural d'un sol canal. No obstant això, aquests processos d'ampliació no solien emprar els sis canals del sistema Todd-AO i, enlloc d'això, utilitzaven les mescles de quatre pistes elaborades pels 35 mm, mentre que als altaveus restants no se'ls tendia a proporcionar pistes sonores.
Als 80, l'ús d'ampliacions de negatius va incrementar amb les nombroses impressions de 70 mm que es van fer d'algunes de les més cèlebres pel·lícules de l'època, com The Empire Strikes Back (1980). Tot i així, a la dècada dels 90, es va començar a optar per nous sistemes de so digital (Dolby Digital, DTS, SDDS) per a negatius de 35 mm, que suposaven una alta qualitat de so i uns costos molt més reduïts. A causa d'aquest fet i de l'augment de la popularitat de les sales multicinemes (cosa que significava que el públic començava a visionar pel·lícules en unes pantalles cada cop més petites), els 70 mm van tornar a caure en l'oblit.
Tal com ha estat mencionat al principi, però, al llarg de la dècada dels 2010 s'ha tornat a recuperar la popularitat de l'ampliació del format. Alguns exemples de films resultants d'aquests processos són Inherent Vice (2014), Phantom Thread (2017), Wonder Woman (2017) o Ready Player One (2018).

### Ús actual
A les darreries del segle xx, l'ús dels 65 mm es va reduir dràsticament, en part, a causa de l'elevat cost de processament de matèries primeres dels negatius. Alguns dels pocs films des del 1990 rodades completament en pel·lícula de 65 mm són Hamlet (1996) de Kenneth Branagh, Baraka de Ron Fricke (1992) i la seva seqüela Samsara (2011), The Master de Paul Thomas Anderson (2012), The Hateful Eight de Quentin Tarantino (2015), Dunkirk de Christopher Nolan (2017), etc.
Altres pel·lícules, però, utilitzen càmeres de 65 mm per a casos especials, com algunes escenes específiques o certs efectes especials. Exemples d'aquest tipus de pel·lícules inclouen The New World de Terrence Malick (2005) i els quatre films anteriors de Christopher Nolan, The Dark Knight (amb 28 minuts de metratge IMAX), Inception, The Dark Knight Rises (més d'una hora a IMAX), i Interstellar.
Al llarg de la dècada del 2010, la majoria de sales de cinema s'han convertit en sistemes de projecció digital, amb la qual cosa s'han eliminat tant els projectors de 35 mm (l'estàndard anterior de la indústria) com els projectors de 70 mm. Tot i això, alguns llocs i organitzacions es mantenen compromesos a projectar pel·lícules de 70 mm, veient el format especial com un aspecte que els pot diferenciar i que pot atraure audiència en una indústria on la majoria de les pel·lícules es projecten digitalment. A més, els festivals de cinema de 70 mm continuen tenint lloc regularment en molts escenaris arreu del món.